# فرشته‌ماهی شاهانه
فرشته‌ماهی شاهانه (نام علمی: Pygoplites diacanthus) نام یک گونه از خانواده فرشته‌ماهیان است.